# Universitas Gadjah Mada
Universitas Gadjah Mada (UGM) – indonezyjska uczelnia publiczna w Yogyakarcie, założona w 1949 roku. Należy do najstarszych i największych instytucji kształcenia wyższego w kraju. Jest jednym z najbardziej prestiżowych uniwersytetów w Indonezji, obok Instytutu Technologii w Bandungu i Uniwersytetu Indonezyjskiego. Patronem uczelni jest Gajah Mada.

## Wydziały
- Fakultas Biologi
- Fakultas Farmasi
- Fakultas Filsafat
- Fakultas Hukum
- Fakultas Ilmu Budaya
- Fakultas Ilmu Sosial dan Ilmu Politik
- Fakultas Kedokteran, Kesehatan Masyarakat dan Keperawatan
- Fakultas Kedokteran Gigi
- Fakultas Kedokteran Hewan
- Fakultas Pertanian
- Fakultas Peternakan
- Fakultas Psikologi
- Fakultas Teknik
- Fakultas Teknologi Pertanian
- Fakultas Ekonomika dan Bisnis
- Fakultas Geografi
- Fakultas Kehutanan
- Fakultas Matematika dan Ilmu Pengetahuan Alam
- Sekolah Vokasi
- Sekolah Pascasarjana

Źródło: .